# Rhantus pederzanii
Rhantus pederzanii es una especie de escarabajo del género Rhantus, familia Dytiscidae. Fue descrita por Toledo & Mazzoldi en 1996.
Habita en Asia del Sur.